# 明石警察署
明石警察署（あかしけいさつしょ）は、兵庫県明石市田町二丁目10番10号にある兵庫県警察所管の警察署。大規模警察署であり、署長は警視正。
明石市全域を管轄区域としている。

## 交番
- 明石駅前交番
- 本町交番
- 大蔵交番
- 明舞交番（垂水警察署との共同管轄）
- 西新町交番
- 小久保交番
- 西明石交番
- 藤江交番
- 大久保交番
- 大久保南交番
- 高丘交番
- 江井島交番
- 魚住交番
- 東二見交番
- 西二見交番

## 駐在所
なし